# 中国2010年上海世界博览会国际组织联合馆
中国2010年上海世界博览会国际组织联合馆是2010年上海世博会上代表部分国际组织的联合展馆，位于世博园区B片区。

## 参展国际组织
| - 上海合作组织 - 公共交通国际联会 - 世界水理事会 - 世界自然基金会 - 世界城市和地方政府联合组织 | - 东南亚国家联盟 - 东南非共同市场 - 全球环境基金 - 阿拉伯国家联盟 | - 国际竹藤组织 - 国际博物馆协会 - 法语国家商务论坛 - 博鳌亚洲论坛 |